# Sheila Espinosa
Sheila Espinosa (20 de junho de 1987) é uma judoca cubana.
Conquistou a medalha de ouro nos Jogos Pan-americanos de 2007, no Rio de Janeiro, na categoria até 52 quilos após vitória polêmica sobre a brasileira Érika Miranda. Inconformados com a decisão de um dos juízes, os torcedores passaram a atirar objetos no tatame e o conflito chegou a envolver integrantes da delegação cubana.